# آنتونی فلپس

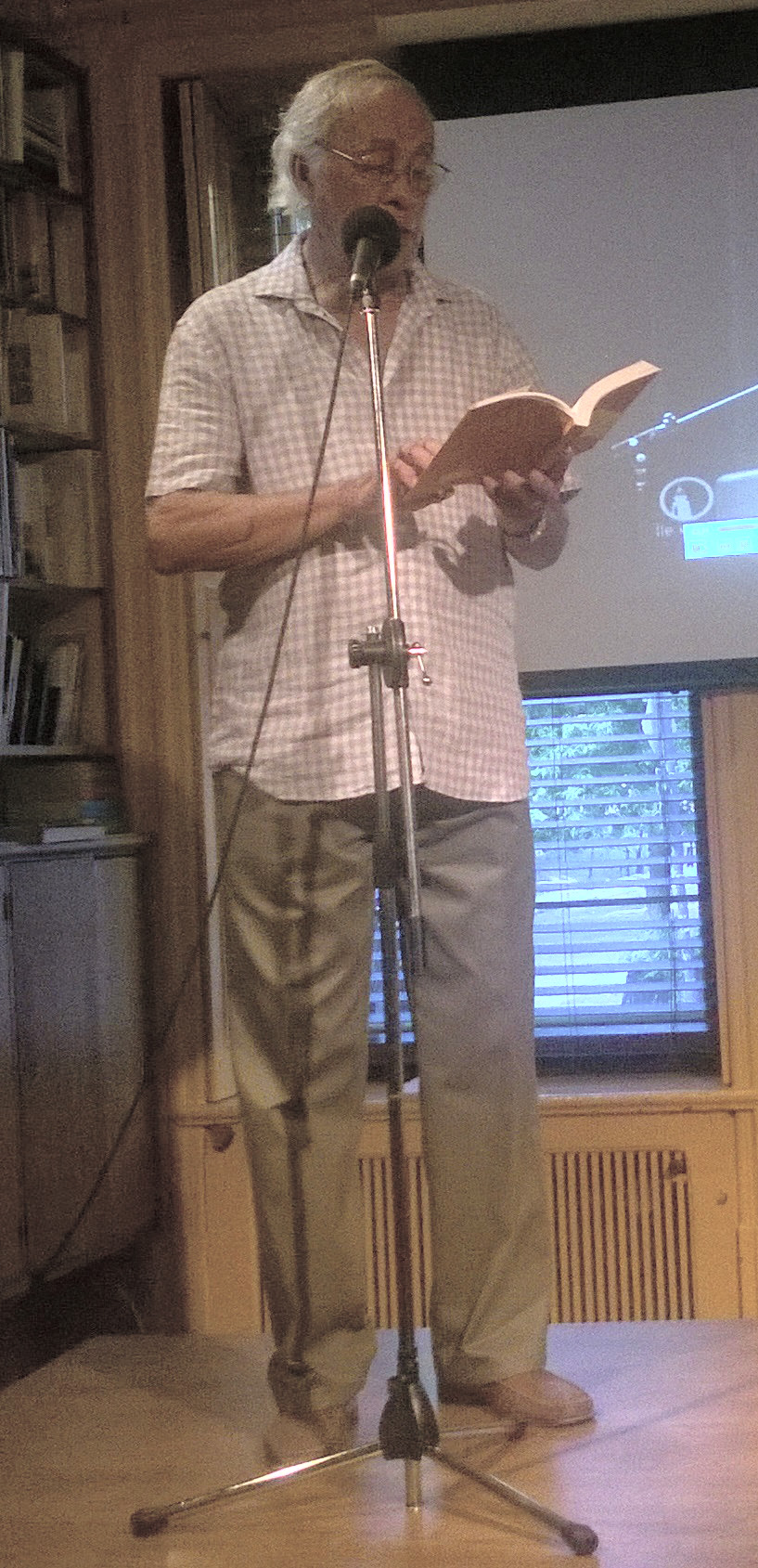
نگارهٔ آنتونی فِلپس، نویسندهٔ اهل هائیتی - ۲۰۱۷

آنتونی فِلپس (Anthony Phelps) نویسنده اهل هائیتی است.

## زندگی
فلپس به‌تاریخ ۲۵ اوت ۱۹۲۸ در پورتو پرنس زاده شد. او دوران ابتدایی و متوسطه خود را در آموزشگاه سن‌لوئی‌دوگونزاگ گذراند. سپس برای دو سال در نیوجرسی (ایالات متحده) سکونت گزید و در دانشگاه سیتون هال در رشته شیمی تحصیل کرد. پس از آن، به کانادا رفت و به‌مدت یک سال در دانشسرای هنرهای زیبای مونترال عکاسی و سفالگری خواند.
پس از بازگشت به پورتو پرنس، فلپس در نوامبر ۱۹۶۱ با رنه فیلوکتت ارتباط برقرار کرد. او در همان سال ۱۹۶۱ با کمک دو باجناقش ایستگاهی رادیویی بنیان گذاشت و در آنجا فضایی آموزشی و فرهنگی فراهم آورد که به چکامه‌سرایان امکان می‌داد گرد هم آیند و بیافرینند. فلپس همچنین در بنیان‌گذاری دو گاهنامه به‌نام‌های پریسم (Prisme) و سمانس (Semence) همکاری داشته‌است.
فِلپس به‌دلیل کنش‌هایش مدتی به زندان افتاد. پس از آزادی، او نخست به فیلادلفیا جلای وطن کرد، ولی سپس تصمیم گرفت به کبک برود.